# Amathusia arrenopia
Amathusia arrenopia är en fjärilsart som beskrevs av Hans Fruhstorfer 1911. Amathusia arrenopia ingår i släktet Amathusia och familjen praktfjärilar. Inga underarter finns listade i Catalogue of Life.